# 達肖恩·威金斯
達肖恩·納吉·威金斯（1991年9月16日—）為美國男子籃球運動員。威金斯生長於美國紐約市布朗克斯亨斯角，九歲開始打籃球，但也有打棒球，在11歲時決定全心投入籃球，就讀Wings Academy一年級以及二年級時幾乎沒參與籃球校隊，二年級甚至只打了一場例行賽，但球隊在那年還是拿下了聯賽冠軍，威金斯為了改善個性以及脫離「麻煩製造者」的標籤，改變了自身說話方式與穿衣選擇。2009年威金斯為了專注於學業與籃球而轉學到Bridgton Academy，並獲得來自薛顿贺尔大学、喬治梅森大學、南佛罗里达大学和聖若望大學的招募，2009年9月威金斯對薛顿贺尔大学進行非正式的校園訪問，2009年10月威金斯以11歲就熟識球隊助理教練與離家近為由選擇承諾就讀薛顿贺尔大学。高中畢業後威金斯反而進入東猶他州立大學就讀，2012年轉往霍華德社區學院就學，2013年來到波特蘭州立大學。
2015年12月5日，肯尼茲99宣布簽下威金斯。
2018–19年賽季至2020年賽季威金斯效力於印尼籃球聯賽NSH雅加達。2023年賽季威金斯則效力雅加達明燈。
2022年1月5日，超級籃球聯賽桃園璞園建築宣布威金斯加盟事宜。

## 外部連結
- 達肖恩·威金斯在fiba.basketball（英语）
- 達肖恩·威金斯在Sports-Reference.com（NCAA）（英语）
- 達肖恩·威金斯在Eurobasket.com（球員）（英语）
- 達肖恩·威金斯在RealGM（英语）
- 達肖恩·威金斯在Proballers（英语）
- . Interperformances.com.